# ميشيل ريوندينو
ميشيل ريوندينو (بالإيطالية: Michele Riondino)‏ هو ممثل إيطالي، ولد في 14 مارس 1979 بتارانتو في إيطاليا.

## وصلات خارجية
- ميشيل ريوندينو على موقع IMDb (الإنجليزية)
- ميشيل ريوندينو على موقع ألو سيني (الفرنسية)
- ميشيل ريوندينو على موقع أول موفي (الإنجليزية)
- ميشيل ريوندينو على موقع قاعدة بيانات الفيلم (الإنجليزية)
- ميشيل ريوندينو على موقع كينوبويسك (الروسية)